# Maxime Martin
Maxime Martin (* 20. März 1986 in Uccle/Ukkel) ist ein belgischer Automobilrennfahrer. Er fuhr von 2010 bis 2012 in der FIA-GT1-Weltmeisterschaft. Zwischen 2014 und 2017 startete er in der DTM.

## Karriere
Maxime Martin, der Sohn von Jean-Michel Martin und Neffe von Philippe Martin, begann seine Motorsportkarriere 2004 im Tourenwagensport. Er startete zwei Jahre in der belgischen Mini Cooper Challenge und erreichte in seiner zweiten Saison den dritten Gesamtrang. 2006 übte Martin für eine Saison Formelsport aus und wurde Vierter der belgischen Formel Renault 1.6. Im Jahre 2007 wechselte er in den Tourenwagen/GT-Sport. Sein Hauptaugenmerk lag dabei auf dem Renault Mégane Eurocup, in dem er mit einem Sieg Meisterschaftsdritter wurde. Darüber hinaus startete er zu einzelnen Rennen im THP Spider Cup sowie im GT4 Europacup und nahm im Formelsport an zwei Rennen der französischen Formel Renault teil. 2008 blieb Martin im Renault Mégane Eurocup. Mit sechs Siegen aus vierzehn Rennen gewann er zwar die meisten Rennen, in der Meisterschaft musste er sich allerdings Michaël Rossi geschlagen geben. Darüber hinaus gewann Martin den französischen Renault Clio Cup. Außerdem nahm er an einem Rennen der FIA-GT-Meisterschaft sowie drei Rennen der FIA-GT3-Europameisterschaft teil.
2009 lag Martins Hauptaugenmerk auf der FIA-GT3-Europameisterschaft. Er gewann ein Rennen und wurde Zehnter in der Fahrerwertung. Darüber hinaus trat er in mehreren anderen Meisterschaften zu einzelnen Rennen an und erzielte dabei drei Siege im GT4 Europacup sowie den Sieg in der G3-Wertung beim 24-Stunden-Rennen von Spa-Francorchamps. In der ADAC GT Masters erzielte er bei zwei Gaststarts zwei Siege. 2010 wechselte Martin in die neugegründete FIA-GT1-Weltmeisterschaft zum Marc VDS Racing Team, wo er zusammen mit Bas Leinders einen Ford GT1 pilotierte. Die beiden beendeten zwei Qualifikationsrennen auf dem dritten Platz und wurden 14. in der Meisterschaft. Darüber bestritt er drei Rennwochenenden für Marc VDS Racing Team in der FIA-GT3-Europameisterschaft. Außerdem nahm Martin noch an der französischen GT-Meisterschaft teil.
2011 blieb Martin beim Marc VDS Racing Team in der FIA-GT1-Weltmeisterschaft. Mit vier Siegen (drei Qualifikations-, ein Meisterschaftsrennen) erreichte er den sechsten Platz in der Meisterschaft. Bei den Siegen war jeweils Frédéric Makowiecki sein Teamkollege. Außerdem trat Martin 2011 zur FIA-GT3-Europameisterschaft sowie der Blancpain Endurance Series an. In der FIA-GT3-Europameisterschaft wurde er zusammen mit Gaël Lesoudier Siebter in der Fahrerwertung mit einem Aston Martin DBRS9 vom Team LMP Motorsport. In der Blancpain Endurance Series gewann er zusammen mit Bas Leinders zwei Rennen und beendete die Saison mit seinem Teamkollegen auf dem fünften Platz. Darüber hinaus debütierte Martin 2011 beim 24-Stunden-Rennen von Le Mans. Für Kronos Racing pilotierte er zusammen mit Vanina Ickx und Leinders einen Lola-Aston Martin LMP1. Die drei Rennfahrer wurden Siebte in der Gesamtwertung. Außerdem nahm Martin an einigen Belcar-Rennen teil.
2012 startete Martin an drei Rennwochenenden in der FIA-GT1-Weltmeisterschaft für das von LMP Motorsport betreute Valmon Racing Team Russia bevor sich dieses aus der Meisterschaft zurückzog. Martin erreichte den 28. Gesamtrang mit einem neunten Platz als bestem Resultat. Darüber hinaus war Martin in der ADAC-GT-Masters-Saison 2012 gemeinsam mit Dino Lunardi in einem BMW Alpina B6 GT3 am Start. Die beiden erzielten mit drei Siegen den vierten Platz in der Fahrerwertung. Außerdem teilte er sich in der Blancpain Endurance Series 2012 einen BMW Z4 GT3 vom Marc VDS Racing Team mit Bas Leinders und Markus Palttala. Die drei gewannen zwei Rennen und erzielten den zweiten Platz in der GT3-Pro-Cup-Wertung nach. Das Trio belegte außerdem bei den 24-Stunden-Rennen auf dem Nürburgring und in Spa-Francorchamps jeweils den vierten Gesamtrang im BMW Z4 GT3 von Marc VDS Racing. Beim 24-Stunden-Rennen von Le Mans 2012 war Martin erneut am Start. Er debütierte im Rahmen dessen in der neugegründeten FIA-Langstrecken-Weltmeisterschaft (WEC), in der er den 81. Platz in der Fahrerweltmeisterschaft erreichte.

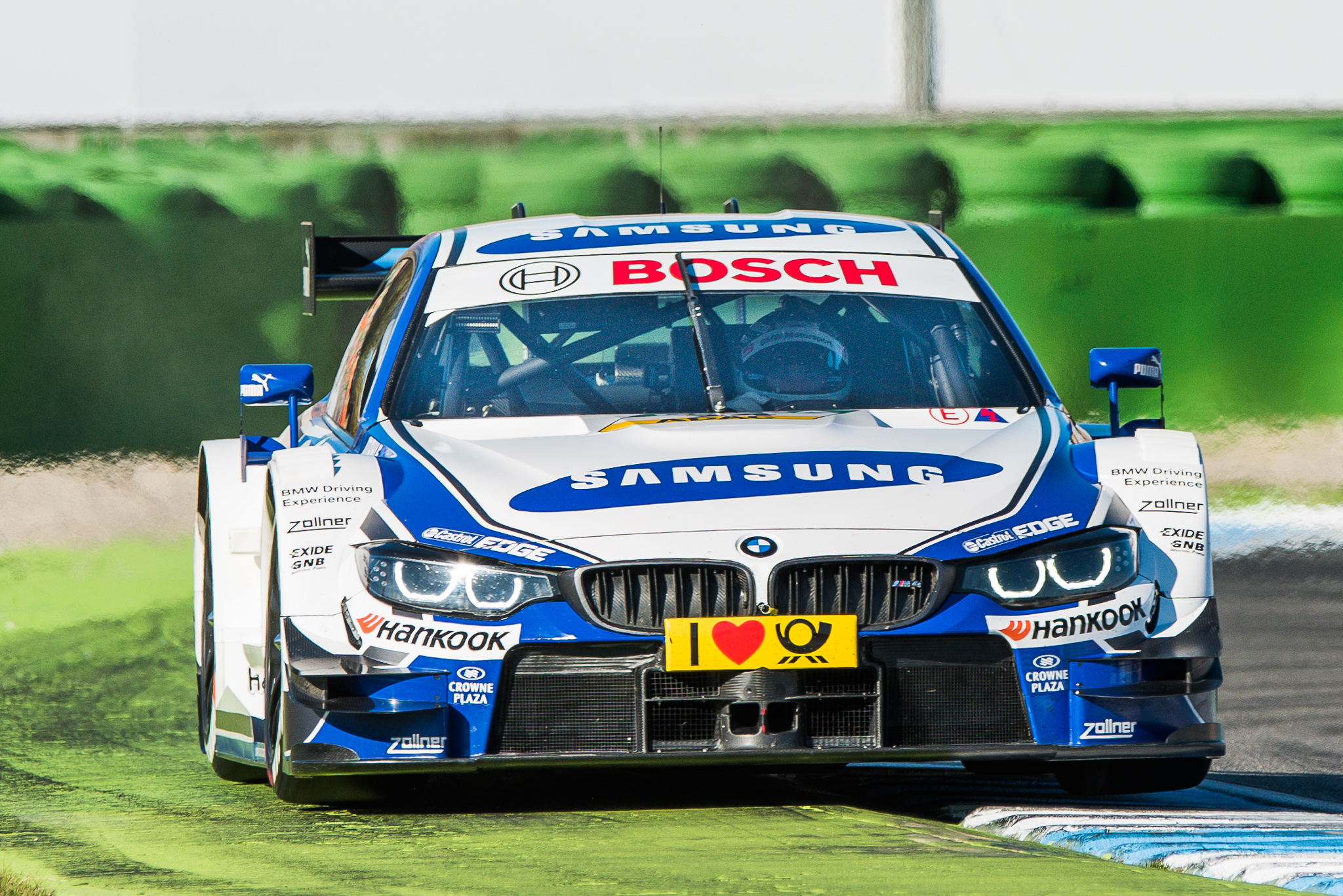
Maxime Martin in der DTM in Hockenheim 2014

2013 absolvierte Martin Sportwagenrennen in Nordamerika und Europa. In der American Le Mans Series (ALMS) ging er für Rahal Letterman Lanigan Racing in der GT-Klasse bei neun von zehn Rennen an den Start und wurde mit einem Sieg Gesamtsechster. In der Rolex Sports Car Series stand er bei zwei Teilnahmen einmal auf dem Podest der GT-Wertung. In Europa startete Martin 2013 für das Marc VDS Racing Team in der Blancpain Endurance Series. Zusammen mit seinen Teamkollegen Yelmer Buurman und Leinders gewann er ein Rennen im GT3-Pro-Cup und erreichte in dieser Wertung den dritten Gesamtrang. GT-Sprintrennen fuhr Martin 2013 in der FIA GT Series, wo er für das Marc VDS Racing Team an den letzten zwei Rennen teilnahm. Beim 24-Stunden-Rennen auf dem Nürburgring 2013 wurde er für das Marc VDS Racing Team im BMW Z4 GT3 mit Buurman, Richard Göransson und Andrea Piccini Zweiter. Martin trug maßgeblich zum Erfolg seines Teams bei, indem er im letzten Stint 20 Sekunden pro Runde auf die Führenden aufholte und das Fahrzeug von Platz vier auf zwei vorschob. Vor allem bei nassen Streckenbedingungen fiel er durch herausragende Leistungen auf. Darüber hinaus war Martin 2013 DTM-Testfahrer bei BMW.
2014 erhielt Martin bei Reinhold Motorsport ein DTM-Cockpit im BMW M4 DTM. In Wolokolamsk gewann er sein erstes DTM-Rennen. Während sein Teamkollege Marco Wittmann die Rennserie gewann, beendet er seine Debütsaison auf dem siebten Gesamtrang. Darüber hinaus fuhr Martin 2014 je ein Rennen in der Blancpain Endurance Series und der United SportsCar Championship (USCC). 2015 blieb Martin bei Reinhold Motorsport in der DTM und wählte die 36 als seine Startnummer. Auf dem Nürburgring gewann er ein Rennen. Mit zwei weiteren Podest-Platzierungen erreichte er erneut den siebten Platz in der Fahrerwertung. Außerdem bestritt er je zwei Rennen in der Blancpain Sprint Series und der Blancpain Endurance Series.
2016 wechselte Martin innerhalb der BMW-DTM-Teams zu Racing Bart Mampaey. Er wurde zweimal Dritter. Die Saison beendete er auf dem achten Gesamtrang. Darüber hinaus gewann Martin für das BMW-Team Rowe Racing im Rahmen der Blancpain Endurance Series das 24-Stunden-Rennen von Spa-Francorchamps. Seine Teamkollegen bei dem Sieg waren Philipp Eng und Alexander Sims. In der DTM-Saison 2017 blieb er Fahrer bei Racing Bart Mampaey. Mit einem Rennsieg wurde er erneut Achter in der Gesamtwertung. Am 14. Dezember 2017 wurde bekannt, dass Martin BMW und damit auch die DTM zur neuen Saison verlassen wird, um sich ab 2018 auf eine neue Herausforderung zu konzentrieren.

## Statistik

### Karrierestationen
| - 2004: Belgische Mini Cooper Challenge (Platz 33) - 2005: Belgische Mini Cooper Challenge (Platz 3) - 2006: Belgische Formel Renault 1.6 (Platz 4) - 2007: Renault Mégane Eurocup (Platz 3) - 2007: GT4 Europacup (Platz 18) - 2007: THP Spider Cup (Platz 24) - 2007: Französische Formel Renault - 2008: Renault Mégane Eurocup (Platz 2) - 2008: Französischer Renault Clio Cup (Meister) - 2008: FIA-GT-Meisterschaft, G2 - 2008: FIA-GT3-Europameisterschaft - 2009: FIA-GT3-Europameisterschaft (Platz 10) - 2009: GT4 Europacup (Platz 7) - 2009: Belgische GT-Meisterschaft (Platz 28) | - 2009: Französische GT-Meisterschaft, GT3 - 2009: Formula Le Mans (Platz 21) - 2010: FIA-GT1-Weltmeisterschaft (Platz 14) - 2010: Französische GT-Meisterschaft (Platz 13) - 2010: FIA-GT3-Europameisterschaft (Platz 27) - 2011: FIA-GT1-Weltmeisterschaft (Platz 6) - 2011: FIA-GT3-Europameisterschaft (Platz 7) - 2011: Blancpain Endurance Series, Pro (Platz 5) - 2011: Belcar Endurance Championship (Platz 34) - 2011: Belcar, GT3 (Platz 13) - 2012: FIA-GT1-Weltmeisterschaft (Platz 28) - 2012: WEC (Platz 81) - 2012: Blancpain Endurance Series, Pro (Platz 2) - 2012: ADAC GT Masters (Platz 4) | - 2012: International GT Open - 2013: ALMS, GT (Platz 6) - 2013: Rolex Sports Car Series, GT (Platz 38) - 2013: Blancpain Endurance Series, Pro (Platz 3) - 2013: FIA GT Series, Pro - 2014: DTM (Platz 7) - 2014: USCC, GTLM (Platz 28) - 2014: Blancpain Endurance Series, Pro - 2015: DTM (Platz 7) - 2015: Blancpain Endurance Series, Pro (Platz 9) - 2015: Blancpain Sprint Series (Platz 14) - 2016: DTM (Platz 8) - 2016: Blancpain Endurance Series - 2017: DTM (Platz 8) |

### Le-Mans-Ergebnisse
| Jahr | Team                  | Fahrzeug                 | Teamkollege              | Teamkollege     | Platzierung             | Ausfallgrund     |
| ---- | --------------------- | ------------------------ | ------------------------ | --------------- | ----------------------- | ---------------- |
| 2011 | Kronos Racing         | Lola B09/60              | Vanina Ickx              | Bas Leinders    | Rang 7                  |                  |
| 2012 | OAK Racing            | Morgan LMP2              | David Heinemeier Hansson | Bas Leinders    | Rang 14                 |                  |
| 2013 | Thiriet by TDS Racing | Oreca 03                 | Ludovic Badey            | Pierre Thiriet  | Ausfall                 | Unfall           |
| 2018 | Aston Martin Racing   | Aston Martin Vantage AMR | Alex Lynn                | Jonny Adam      | Rang 37                 |                  |
| 2019 | Aston Martin Racing   | Aston Martin Vantage AMR | Alex Lynn                | Jonny Adam      | Rang 44                 |                  |
| 2020 | Aston Martin Racing   | Aston Martin Vantage AMR | Alex Lynn                | Harry Tincknell | Rang 20 und Klassensieg |                  |
| 2021 | HubAuto Racing        | Porsche 911 RSR-19       | Álvaro Parente           | Dries Vanthoor  | Ausfall                 | Kraftübertragung |
| 2023 | DKR Engineering       | Oreca 07                 | Tom Van Rompuy           | Ugo de Wilde    | Rang 32                 |                  |
| 2024 | Team WRT              | BMW M4 GT3               | Ahmad Al Harthy          | Valentino Rossi | Ausfall                 | Unfall           |
| 2025 | Iron Lynx             | Mercedes-AMG LMGT3       | Lin Hodenius             | Martin Berry    | Rang 44                 |                  |

### Sebring-Ergebnisse
| Jahr | Team                 | Fahrzeug                     | Teamkollege         | Teamkollege  | Platzierung | Ausfallgrund |
| ---- | -------------------- | ---------------------------- | ------------------- | ------------ | ----------- | ------------ |
| 2013 | BMW Team RLL         | BMW Z4 GTE                   | Bill Auberlen       | Jörg Müller  | Rang 18     |              |
| 2022 | Heart of Racing Team | Aston Martin Vantage AMR GT3 | Ross Gunn           | Alex Riberas | Ausfall     | Bremsdefekt  |
| 2024 | BMW M Team RLL       | BMW M Hybrid V8              | Connor De Phillippi | Nick Yelloly | Rang 4      |              |

### Einzelergebnisse in der FIA-Langstrecken-Weltmeisterschaft
| Saison  | Team                | Rennwagen                | 1   | 2   | 3   | 4   | 5   | 6   | 7   | 8   |
| ------- | ------------------- | ------------------------ | --- | --- | --- | --- | --- | --- | --- | --- |
| 2012    | OAK Racing          | Morgan LMP2              | SEB | SPA | LEM | SIL | SAO | BAH | FUJ | SHA |
| 2012    | OAK Racing          | Morgan LMP2              | 14  |     |     |     |     |     |     |     |
| 2013    | TDS Racing          | Oreca 03                 | SIL | SPA | LEM | SAO | AUS | FUJ | SHA | BAH |
| 2013    | TDS Racing          | Oreca 03                 | DNF |     |     |     |     |     |     |     |
| 2018/19 | Aston Martin Racing | Aston Martin Vantage AMR | SPA | LEM | SIL | FUJ | SHA | SEB | SPA | LEM |
| 2018/19 | Aston Martin Racing | Aston Martin Vantage AMR | 18  | 37  | 14  | 19  | 11  | 18  | 15  | 44  |
| 2019/20 | Aston Martin Racing | Aston Martin Vantage AMR | SIL | FUJ | SHA | BAH | AUS | SPA | LEM | BAH |
| 2019/20 | Aston Martin Racing | Aston Martin Vantage AMR | 15  | 15  | 16  | 15  | 16  | 11  | 20  | 11  |
| 2021    | HubAuto Racing      | Porsche 911 RSR          | SPA | POR | MON | LEM | BAH | BAH |     |     |
| 2021    | HubAuto Racing      | Porsche 911 RSR          | DNF |     |     |     |     |     |     |     |
| 2023    | DKR Engineering     | Oreca 07                 | SEB | POR | SPA | LEM | MON | FUJ | BAH |     |
| 2023    | DKR Engineering     | Oreca 07                 | 32  |     |     |     |     |     |     |     |
| 2024    | Team WRT            | BMW M4 GT3               | KAT | IMO | SPA | LEM | SAO | AUS | FUJ | BAH |
| 2024    | Team WRT            | BMW M4 GT3               | 19  | 19  | DNF | DNF | 23  | DNF | 15  | 28  |
| 2025    | Iron Lynx           | Mercedes-AMG GT3         | KAT | IMO | SPA | LEM | SAO | AUS | FUJ | BAH |
| 2025    | Iron Lynx           | Mercedes-AMG GT3         | DNF | 31  | 25  | 44  | DNF |     |     |     |

### Einzelergebnisse in der DTM
| Saison | Team         | Hersteller | 1   | 2   | 3   | 4   | 5   | 6   | 7   | 8   | 9   | 10  | 11  | 12  | 13  | 14  | 15  | 16  | 17  | 18  | Punkte | Rang |
| ------ | ------------ | ---------- | --- | --- | --- | --- | --- | --- | --- | --- | --- | --- | --- | --- | --- | --- | --- | --- | --- | --- | ------ | ---- |
| 2014   | BMW-Team-RMG | BMW        | HO1 | OSC | HUN | NOR | MOS | SPI | NÜR | LAU | ZAN | HO2 |     |     |     |     |     |     |     |     | 47     | 7.   |
| 2014   | BMW-Team-RMG | BMW        | 20  | 14  | 6   | 17  | 1   | 14  | 7   | 14  | 6   | DNF |     |     |     |     |     |     |     |     | 47     | 7.   |
| 2015   | BMW-Team-RMG | BMW        | HO1 | HO1 | LAU | LAU | NOR | NOR | ZAN | ZAN | SPI | SPI | MOS | MOS | OSC | OSC | NÜR | NÜR | HO2 | HO2 | 94     | 7.   |
| 2015   | BMW-Team-RMG | BMW        | 7   | 14  | 7   | 8   | DNF | 10  | 3   | 17  | 14  | 19  | 18  | 4   | 11  | 9   | 1   | 13  | 3   | 6   | 94     | 7.   |
| 2016   | BMW Team RBM | BMW        | HO1 | HO1 | SPI | SPI | LAU | LAU | NOR | NOR | ZAN | ZAN | MOS | MOS | NÜR | NÜR | HUN | HUN | HO2 | HO2 | 90     | 8.   |
| 2016   | BMW Team RBM | BMW        | 8   | 3   | 6   | 5   | 9   | 13  | 6   | 3   | 10  | DNF | 6   | 17  | 8   | 10  | 12  | 7   | 13  | 6   | 90     | 8.   |
| 2017   | BMW Team RBM | BMW        | HO1 | HO1 | LAU | LAU | HUN | HUN | NOR | NOR | MOS | MOS | ZAN | ZAN | NÜR | NÜR | SPI | SPI | HO2 | HO2 | 132    | 8.   |
| 2017   | BMW Team RBM | BMW        | 11  | DNF | 4   | 8   | DNF | 3   | 2   | 1   | 16  | DNF | 3   | 6   | 17  | 11  | 6   | 11  | 4   | 6   | 132    | 8.   |

| Legende  | Legende            | Legende                                                          |
| Farbe    | Abkürzung          | Bedeutung                                                        |
| -------- | ------------------ | ---------------------------------------------------------------- |
| Gold     | –                  | Sieg                                                             |
| Silber   | –                  | 2. Platz                                                         |
| Bronze   | –                  | 3. Platz                                                         |
| Grün     | –                  | Platzierung in den Punkten                                       |
| Blau     | –                  | Klassifiziert außerhalb der Punkteränge                          |
| Violett  | DNF                | Rennen nicht beendet (did not finish)                            |
| Violett  | NC                 | nicht klassifiziert (not classified)                             |
| Rot      | DNQ                | nicht qualifiziert (did not qualify)                             |
| Rot      | DNPQ               | in Vorqualifikation gescheitert (did not pre-qualify)            |
| Schwarz  | DSQ                | disqualifiziert (disqualified)                                   |
| Weiß     | DNS                | nicht am Start (did not start)                                   |
| Weiß     | WD                 | zurückgezogen (withdrawn)                                        |
| Hellblau | PO                 | nur am Training teilgenommen (practiced only)                    |
| Hellblau | TD                 | Freitags-Testfahrer (test driver)                                |
| ohne     | DNP                | nicht am Training teilgenommen (did not practice)                |
| ohne     | INJ                | verletzt oder krank (injured)                                    |
| ohne     | EX                 | ausgeschlossen (excluded)                                        |
| ohne     | DNA                | nicht erschienen (did not arrive)                                |
| ohne     | C                  | Rennen abgesagt (cancelled)                                      |
| ohne     | keine WM-Teilnahme |                                                                  |
| sonstige | P/fett             | Pole-Position                                                    |
| sonstige | 1/2/3/4/5/6/7/8    | Punktplatzierung im Sprint-/Qualifikationsrennen                 |
| sonstige | SR/kursiv          | Schnellste Rennrunde                                             |
| sonstige | *                  | nicht im Ziel, aufgrund der zurückgelegten Distanz aber gewertet |
| sonstige | ()                 | Streichresultate                                                 |
| sonstige | unterstrichen      | Führender in der Gesamtwertung                                   |